# Українська допоміжна поліція
Украї́нська допоміжна́ полі́ція (нім. ukr. Schutzmannschaft, або ukr. Hilfspolizei) — збірна назва допоміжних поліційних формувань, включених до складу різних німецьких поліційних органів упродовж Другої світової війни. Спершу загони української допоміжної поліції (далі — УДП) створювалися у Генеральній губернії, а з початком німецько-радянської війни — на території Райхскомісаріату Україна. В залежності від підпорядкування, діяльність УДП могла складатися з патрульно-постових і охоронних завдань, участі у антипартизанських операціях і Голокості тощо.

## Організація УДП у Генеральній губернії
Історія Української Допоміжної Поліції бере свій початок від 17 грудня 1939 року у Генеральній Губернії, коли за наказом Ганса Франка, для забезпечення порядку на окупованих німцями територіях колишньої Другої Речі Посполитої, створили поліційні формування з місцевого населення. Для підготовки українських поліціянтів, за клопотанням Українського Центрального Комітету, у грудні 1939 року у місті Закопане було створено Поліційну школу (академію) під керівництвом гауптштурмфюрера СС Ганса Крюгера. До середини 1940 року подібні академії створили у містах Краків, Хелм та Рабка. З початком німецько-радянської війни чимало випускників цих поліційних шкіл склали основу формувань Української Допоміжної Поліції на західноукраїнських землях.
У Дистрикті Галичина була створена розпорядженням уряду Генеральної губернії від 18 серпня 1941, замість української народної міліції. Наприкінці німецької окупації чисельність УДП у Генеральній губернії становила більше 5 тис. осіб (у тому числі 120 старшин), плановане її число у Галичині (6 тисяч) так і не було досягнуто через брак охочих служити в ній. Поліція була призначена для утримування порядку серед місцевого населення, але її повноваження були обмежені діями інших загонів місцевої поліції: зондердінсту (з фольксдойчерів), кримінальної (кріпо), охорони залізниць (баншуц), охорони підприємств (веркшуц).
Українська допоміжна поліція (як і польська поліція) підпорядковувалася комендантові німецької поліції порядку (орднунґсполіцай — ОРПО) при уряді Генеральної губернії в Кракові та в дистриктах. В осередках округ було створено окружні, а в повітах — повітові команди, які підпорядковувалася окружним чи повітовим станицям ОРПО. Крайової команди не було. Найвищим рангом української допоміжної поліції був майор Володимир Пітулей, окружний комендант у Львові (а його заступником — сотник Л. Огоновський). У Львові діяла Поліційна школа (українським комендантом її був сотник І. Козак), через яку за три роки пройшли всі поліцаї й кандидати до служби.
Українська допоміжна поліція була озброєна слабко: одна рушниця на двох поліцаїв і 10 набоїв на одну рушницю; оплата старшин і поліцаїв була незадовільна, а забезпечення родин майже не було. Загальна кількість особового складу української поліції на теренах міста була порівняно невеликою, коливаючись від декількох сотень до максимум 860 осіб у липні 1943 року. Із кінця літа 1943 року аж до останніх днів липня 1944 кількість поліціянтів постійно зменшувалася з огляду на низьку популярність серед місцевого населення.
У своїй повсякденній діяльності поліціянти УДП виконували типові завдання патрульної поліції (патрулюванням вулиць, робота з заявами населення, регулювання дорожнього руху, первинні затримання та передача правопорушників до відповідних інстанцій (Кріпо, гестапо, СД, тощо)). Окрім вулиць, поліціянти разом з німецькими жандармами патрулювали торгові площі та під'їзди до міста. Оскільки в умовах війни населення Львова потерпало від постійного дефіциту продовольчих товарів, то у місті процвітав чорний ринок та спекуляція. Боротьба з нею і контроль за цінами були одними з функцій УДП.

## УДП на території Райхскомісаріату Україна
Влітку 1941 року члени ОУН(б) та ОУН(м) вирушили вслід за передовими частинами вермахту в складі так званих похідних груп. Невеликими групами вони проникали до захоплених німцями радянських міст, де швидко намагалися встановити свій контроль. Одне з головних завдань націоналістів полягало у створенні на місцях парамілітарних загонів — так званої української народної міліції (нім. ukr. Miliz) — які мала б стати зачатком майбутнього війська незалежної України. Тимчасова німецька військова адміністрація назагал нейтрально ставилася до формування парамілітарних загонів, не виступаючи проти допомоги з боку націоналістів. Масові кадрові перевірки та розпуски української народної міліції відбувалися здебільшого після прибуття цивільної окупаційної влади.
Репресії проти бандерівців, спровоковані проголошенням Акту відновлення Української держави 30 червня 1941 року поступово зменшили їхню організаційну спроможність у центрально-східних регіонах України. Відтак, у населених пунктах Житомирської та Київської областей монополія на формування загонів міліції перейшла до рук мельниківців. Їм вдалося організувати міліцію вже за декілька днів після вторгнення передових частин вермахту до Києва 19 вересня 1941 року. Упродовж наступних місяців вони сформували попередню структуру: штаб, який контролював діяльність поліціянтів в одинадцятьох міських районах. Наказом райхсфюрера СС Генріха Гіммлера від 6 листопада 1941 року існуючі загони міліції на теренах Райхскомісаріату Україна мали увійти до складу новоствореної української допоміжної поліції.
Упродовж жовтня-листопада 1941 року до складу УДП у Києві включено бійців Буковинського куреню та військово-політичні емігранти часів Української революції 1917–1921 рр. Ще 29 червня 1941 року військово-політичні кола в еміграції створили Українську генеральну раду комбатантів, яка мала б координувати та відправляти добровольців, переважно ветеранів Армії УНР, вглиб окупованої німцями території України. Завдяки налагодженій мережі зв’язків усіх охочих до здобуття незалежності емігрантів одразу ж призначали на непогані посади в адміністративному апараті, зокрема в поліцію.
На зламі 1941–1942 років УДП розділилися на низку інституцій зі своїм власним керівництвом й характером обов'язків. Зазвичай цей поділ чітко проглядався у великих містах, як, наприклад, у Києві.
По-перше, українська охоронна поліція (нім. Schutzmannschaft-Einzeldienst, далі – УОП), співробітники якої виконували патрульно-постові, охоронні та інші допоміжні функції. У джерелах і літературі йдеться здебільшого про УОП, адже саме її службовці де-факто й були міською або сільською поліцією. УОП підпорядковувалася німецькій поліції порядку, а саме охоронній поліції (у містах) та жандармерії (у провінційній місцевості). Командувачеві поліції порядку в генеральній окрузі Київ генерал-лейтенанту поліції Паулю Шеєру підпорядковувалася німецька охоронна поліція у Києві. Остання, в свою чергу, контролювала УОП на чолі з мельниківцем Анатолієм Кабайдою. Попри те, що керівництво УОП на 70% складалося з українських націоналістів і ветеранів Армії УНР, рядовий персонал здебільшого комплектувався із пересічних жителів Києва і округи (переважно українці) без попереднього досвіду роботи у виконавчих органах влади. Загалом, УОП була єдиною допоміжною поліційною структурою, на яку українським націоналістам вдалося поширювати свій вплив до кінця німецької окупації міста.

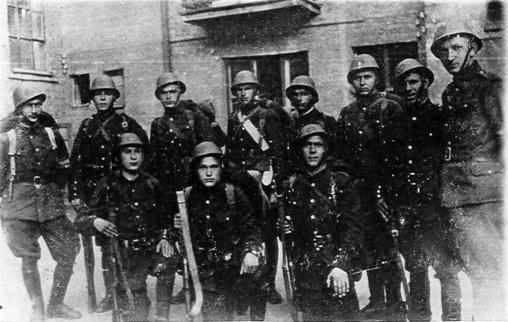
Бійці 115-го батальйону допоміжної поліції у Києві, 1942 р.

По-друге, так звані «закриті частини» (нім. Geschlossenen Einheiten der Schutzmannschaft), на які покладали функції мобільних з’єднань допоміжної поліції. Крім охоронних завдань, ці частини створювалися переважно для боротьби з партизанами, а їхнє місце дислокації часто змінювалося. Батальйони допоміжної поліції формувалися та діяли здебільшого у підпорядкуванні поліції порядку, проте існували виключення. Так, наприклад, для охорони Сирецького табору у Києві було створено 23-й батальйон допоміжної поліції при поліції безпеки та СД. Усі перераховані три батальйони були переведені до Білорусі: спершу 115-й, 118-й (до кінця 1942 р.), а згодом і 23-й (наприкінці 1943 р.). Разом з німецькими, російськими, білоруськими та балтійськими частинами в різний час їх залучали до найбільших антипартизанських операцій у регіоні, серед яких «Гамбург» (8–22 грудня 1942 р.), «Коттбус» (17 травня – 21 червня 1943 р.), «Герман» (13 липня – 8 серпня 1943 р.), «Весняне свято» (17 квітня – 12 травня 1944 р.). Персонал батальйонів допоміжної поліції здебільшого комплектувався з колишніх радянських військовополонених та примусово набраних молодиків.
По-третє, українська кримінальна поліція (нім. ukr. Kriminalpolizei, або Sicherheitsschutzmannschaft, далі — УКП), яка знаходилася у відомстві німецької поліції безпеки та СД. Це було обумовлено характером службової діяльності слідчих і агентів УКП, оскільки вони займалися не лише карним розшуком, а й вели політичні справи проти комуністів, євреїв та націоналістів. Шеф поліції безпеки та СД у генеральній окрузі Київ, обештурмбанфюрер СС Еріх Ерлінгер, контролював діяльність українського шефа УКП у Києві (у минулому, радянського міліціонера Бориса Суховерського). До числа співробітників УКП входило багато місцевих комуністів, комсомольців, співробітників НКВС, радянських міліціонерів і юристів. За етнічним складом, концентрація росіян та етнічних німців в УКП була найбільшою з-поміж інших допоміжних поліційних інституцій.
По-четверте, численна допоміжна пожежна поліція (нім. Feuerschutzmannschaft), а також місцеві службовці німецької водної поліції й поліція при таборах, які виконували протипожежні та охоронні функції відповідно.
Загальна чисельність УДП у генеральній окрузі Київ станом на січень 1942 року нараховувала 4,800 осіб, а середня кількість поліціянтів на рівні одного, наприклад, Макарівського району перевищувала позначку у 100 осіб. До початку 1943 року загальна чисельність УДП у генеральній окрузі Київ зросла майже втричі, переваливши за 13,000 осіб. В одному лише Києві кількість службовців УОП нараховувала близько 1400 службовців. До цих оцінок слід додати «закриті частини», які у той час перебували у Києві (понад 500 осіб), а також агентів, слідчих і комісарів УКП (до 200 осіб).

## Зв'язок УДП та УПА на Волині і Східній Галичині
Весною 1943 року на Волині сталося масове дезертирство українських поліціянтів з їх подальшим переходом до лав Української Повстанської Армії. Всього в березні-квітні 1943 року від 4 до 6 тисяч поліцаїв стали партизанами УПА. Подібні випадки відбудуться в наступному році вже в Східній Галичині.
Андрій Кордан, котрий з осені 1941 року по весну 1944 року служив в різних відділках Української допоміжної поліції, а потім разом з понад 70 товаришами по зброї під командуванням заступника повітового коменданта поліції з міста Рава-Руська Івана Шпонтака перейшли до лав УПА, де створили основу сотні «Залізняка», про свою поліційну службу згадував так:

| На початках, у перші дні служби, ми не мали визначеної зброї. Кожний озброювався, як хотів. Зброї було багато, тому що радянська армія кидала її, тікаючи чи здаючись німцям у полон. «…» Першою службовою зброєю були австрійські кріси, так звані «манліхери». Комендант виділив під розписку кожному з нас по одному такому крісу та десять штук набоїв. У разі використання набою треба було письмово звітувати про те, на що і де використав його. У той же час ми отримали інструкції щодо нашої служби. Був наказ конфіскувати всі військові речі, які залишились по більшовиках, а головне — зброю та амуніцію. Конфісковане слід було відправляти до повітової команди, бо якщо німецьке гестапо, що мало необмежені права, знаходило присвоєну військову річ, її власникам загрожувала смертна кара. |